# Попеску, Лилиан Михайлович
Лилиан Миха́йлович Попе́ску (рум. Lilian Popescu; род. 15 ноября 1973, Новые Фалешты, Молдавская ССР, СССР) — молдавский футболист и футбольный тренер.

## Игровая карьера

### Клубная
Воспитанник ДЮСШ города Фалешты. Первый тренер И. Г. Клипа. С 14 лет играл за «Кристалл» (Фалешты).
В 1992 году Лилиан Попеску выступал за «Конструкторул» (Кишинёв) в первом Чемпионате по футболу независимой Молдавии. За клуб провел 47 матчей и забил 13 голов.
Играл за «Агро» и «Шериф».
Провёл около 180 матчей (29 голов) за «Нистру» (Отачь) в котором играл в 1993—1995, 1996—1998 и 1999—2006, покинул клуб из-за конфликта.
В 2006 году Попеску пробовал свои силы в казахском клубе «Экибастузец».
Летом 2006 года получил приглашение от клуба «Олимпии» (Бельцы), в котором провёл один сезон и завершил карьеру.

### Международная
Дебютировал в сборной Молдавии в марте 1998 года в матче со сборной Азербайджана под руководством Ивана Данильянца. За сборную провёл 6 матчей.

## Тренерская карьера
В 2006 году, выступая за клуб «Олимпия», главный тренер Михаил Дунец назначил Попеску играющим тренером. В июне 2007 Михаил Дунец решил продолжить свою карьеру в Швеции, а Лилиан Попеску был назначен главным тренером команды.
С марта 2008 года Попеску вошёл в тренерский штаб «Нистру» (Атаки), а с середины года являлся главным тренером. В конце 2012 года покинул клуб из-за разногласий по поводу финансирования клуба, а уже в январе 2013 года назначен главным тренером «Костулены» из одноимённого села.
В марте 2014 года сменил на посту главного тренера клуба «Верис» отправленного в отставку Игоря Добровольского, а в декабре возглавил клуб «Тирасполь». В этом же году был признан лучшим тренером чемпионата Молдавии.
В январе 2015 года Попеску занял 1256-е место в рейтинге клубных тренеров издания Football Coach World Ranking. В мае этого же года стало известно, что футбольный клуб «Тирасполь» расформирован, а все контракты с игроками и тренерским штабом расторгнуты. С 1 июня Лилиан возглавил другой тираспольский клуб «Шериф», а 25 июня завоевал свой первый трофей в тренерской карьере — Суперкубок Молдавии. 10 августа, после поражения от «Сперанцы» со счётом 0:1 в матче третьего тура чемпионата, Попеску объявил о том, что уйдет из команды, но потом передумал. В октябре 2015 года покинул пост главного тренера футбольного клуба «Шериф». После работал в селекционном отделе «Шерифа».
В 2017—2022 годах был главным тренером «Петрокуба».
Летом 2022 года возглавил кишиневский «Зимбру»

## Достижения

### Игрока
- Серебряный призёр чемпионата Молдавии (3): 2001/02, 2003/04, 2004/05
- Бронзовый призёр чемпионата Молдавии (1): 2002/03
- Кубок Молдавии по футболу (2): 1999, 2005
- Финалист Кубка Молдавии (5): 1994, 1997, 2001, 2002, 2003

### Тренера
Шериф
- Обладатель Суперкубка Молдавии (1): 2015

### Личные
- Лучший тренер чемпионата Молдавии (1): 2014[17]